# Blitz (Fernsehsendung)
Blitz (eigene Schreibweise: BLITZ) war ein Boulevardmagazin beim Fernsehsender Sat.1.

## Ausstrahlung und Marktanteile
Das Magazin wurde erstmals am 6. Januar 1997 ausgestrahlt. Die Sendung lief für 30 Minuten ab 18:00 Uhr.
Im September 1999, mit Anchorwoman Caroline Beil als neuer Moderatorin, erfolgte ein Relaunch der Sendung, um gegen konkurrierende Sendungen standhalten zu können. So wurde der Sendeplatz auf 19:00 Uhr verlegt und trat damit in direkte Konkurrenz zum RTL-Magazin Explosiv – Das Magazin mit Frauke Ludowig und Barbara Eligmann. Weiterhin wurde die Sendezeit auf 40 Minuten verlängert.
Ab April 2003 wurde Blitz um 18:50 Uhr ausgestrahlt. Im September 2003 wurde die Sendezeit gekürzt. Aus einem modernisierten Studio-Set wurde ab dem 5. Januar 2004 gesendet. Ab Mai 2004 wurde Blitz ab 19:00 Uhr für 30 Minuten ausgestrahlt, im September 2004 wurde die Sendezeit wieder auf 25 Minuten gekürzt.
Vom 2. Januar 2006 bis zum 13. August 2006 befand sich der Sendeplatz auf 18:50 Uhr, vom 14. August 2006 bis zum 19. Dezember 2006 bei 18:00 Uhr. Ab dem 2. Januar 2007 nahm Blitz den Sendeplatz der abgesetzten Telenovela Schmetterlinge im Bauch um 18:50 Uhr ein.
Nach den umfangreichen Strukturierungsmaßnahmen bei Sat.1 wurde Blitz am 14. Oktober 2007 um 18:00 Uhr das letzte Mal ausgestrahlt.
Zu den täglichen Ausgaben ergänzte ein Sendeplatz am Wochenende das Magazin. So lief Blitz am Sonntag u. a. mit der Bild-Kolumnistin Christiane Hoffmann.

### Einschaltquoten und Marktanteile
Im Dezember 2003 lag der tägliche Durchschnitt bei 2,32 Millionen Zuschauern und einem Marktanteil von 12,1 Prozent der 14- bis 49-Jährigen. Der Rekord lag dabei am 16. Dezember 2003 bei 2,79 Millionen Zuschauern.
Am 23. März 2005 schauten 2,64 Millionen Zuschauern bei einem Gesamtmarktanteil von 12,1 Prozent die Sendung.
Am 17. Januar 2006 schalteten 3,33 Millionen Zuschauer ab 3 Jahren ein, durchschnittlich waren es 1,59 Millionen. Im zweiten Halbjahr befand sich der Marktanteil bei 13 Prozent der 14- bis 49-jährigen Zuschauer.
Im letzten Jahr der Ausstrahlung lag der durchschnittliche Jahresmarktanteil von Blitz bei nicht zufriedenstellenden 10,1 Prozent der 14- bis 49-jährigen Zuschauer, was zur Einstellung des Formats beitrug. Der Nachfolger war ab dem 17. Oktober 2007 um 18:45 Uhr Das Sat.1-Magazin mit Mareile Höppner.

## Inhalte
Themen waren insbesondere Stars, Mode und Lifestyle. Aber auch Wissenschaft, Natur und Medizin, Serviceinformationen, Tipps zum Sparen oder Geldanlagen sowie Informationen zum Zeitgeschehen, Schicksale und Skandale wurden für Zuschauer bereitgestellt.
Ab dem 14. April 2003 wurden im Frühstücksfernsehen drei Themen vorgeschlagen. Die Zuschauer konnten anrufen und sich für ein Thema entscheiden, zu welchem dann abends in Blitz ein Beitrag gezeigt wurde. Zudem gab es Rubriken für jeden Wochentag: blitz Test (Montag), blitz Showtime (Dienstag), blitz Besuch (Mittwoch), blitzgescheit (Donnerstag) sowie blitz Comedy (Freitag).

## Moderation
Eine Vielzahl an Moderatoren führte durch die Sendung. Zu den prägendsten Gesichtern gehörten von Januar 1997 bis Dezember 1998 Monica Lierhaus, von Januar 1999 bis August 1999 Daniela Noack, anschließend bis Dezember 2003 Caroline Beil sowie Kerstin Linnartz von Januar 2004 bis Juli 2004.
Hauptmoderiert wurde das Magazin zuletzt ab dem 2. August 2004 von Bettina Cramer, die gelegentlich von Kai Dose oder Gaby Papenburg vertreten wurde. 
| Moderator(in)        | Jahr(e)   |
| -------------------- | --------- |
| Uwe Graße            | 1997–1999 |
| Monica Lierhaus      | 1997–1998 |
| Eve-Maren Büchner    | 1997–1999 |
| Rene le Riche        | 1998–1999 |
| Daniela Noack        | 1998–1999 |
| Caroline Beil        | 1999–2004 |
| Jessica Witte-Winter | 2001–2004 |
| Kerstin Linnartz     | 2004      |
| Bettina Cramer       | 2004–2007 |